# Francis Valéry
Pour les articles homonymes, voir Valéry.
Francis Valéry, né le 20 décembre 1955 à Villerupt en Meurthe-et-Moselle, est un écrivain et compositeur français.

## Biographie
Écrivain de science-fiction et de fantastique, Francis Valéry a publié au cours de sa carrière plus de soixante-dix ouvrages (romans, recueils de nouvelles, essais et livres pour la jeunesse) sous de nombreux pseudonymes : Éric J. Blum, F. Paul Doster , MountainMan, Kevin H. Ramsey, Yama Otoko ou encore the Yama Otoko Project. Entre 1994 et 1995, il dirige la revue de science-fiction CyberDreams en tant que rédacteur en chef.
Outre ses activités littéraires et éditoriales, il travaille dans le monde du spectacle vivant et de la scène électronique en tant que musicien et compositeur.
En hommage à son grand-père amateur de science-fiction, il fonde le 1er décembre 2018 le « Prix Francis (Charles) Valéry, sénior », chargé de récompenser la meilleure œuvre littéraire francophone courte.

## Œuvres

### Littérature

#### Livres
- L'Horreur des Collines (recueil de 5 nouvelles : En un lieu lointain nommé Corona Borealis + A la lune où les étoiles se noient + Le jour où le dernier enfant s'échappa des ruines de l'usine du temps + Georges Pompidou, for ever + L'Horreur des collines), Académie de l'Espace, 1988 (tirage limité et numéroté à 100 exemplaires) / réimpression 1988, (tirage non limité).
- L'Arche des rêveurs (roman), Editions de l'Aurore, collection Futurs, 1991.
- La nuit, tous les martiens sont verts, (les chroniques de Smallville) (recueil de 3 nouvelles : Où, quand et comment fut évitée la seconde guerre des mondes; n'en déplaise à Herbert George Wells... + Examen de passage, où comment la Terre fut conviée à entrer dans la Confédération Galactique + L'étonnante aventure de Timothy B. Walton, préface de Eric J. Blum), ...Car rien n'a d'importance, collection Le Pont aux Ânes n°3, 1991 (sans code barre), réimpression 1992 (avec code barre) (sous le pseudonyme de Kevin H. Ramsey).
- Les Aventures de Howard et Henry : Pas de Panique ! (recueil de 4 nouvelles : L'ordinateur amoureux + L'Onduloforme pyramidal + L'Abomination des profondeurs + Le Translateur, préface de Eric J. Blum), Editions de l'Hydre, 1993 (sous le pseudonyme de Kevin H. Ramsey).
- Altneuland, récit (roman par nouvelles : Amériques (inédit) + Bereshit + Mihrab (inédit) + Elohim (inédit) + Game Over (inédit)), Editions de l'Hydre, 1995.
- Les Voyageurs sans mémoire, chroniques du futur, (recueil de 10 nouvelles, préface de Dominique Warfa), Editions Encrage, collection Lettres-SF, 1997.
- L'Erreur de France (roman), Editions Klaatu, 1997.
- Les Aventures de Howard et Henry : Tout se complique ! (recueil de quatre nouvelles : Le Retour + A la recherche de l'univers perdu (Voyage en Absurdie) + Les derniers dinosaures + Perlouse Blue (en guise d'épilogue)), Editions de l'Hydre, 1998 (sous le pseudonyme de Kevin H. Ramsey).
- Les Sources du Nil (roman), Editions de l'Agly, collection Fantastique, 2000, réimpression 2001
- La Cité entre les mondes, (roman) Editions Denoël, collection Présence du futur n°620, 2000.
- Le Talent assassiné, (roman) Editions Denoël, collection Lunes d'encre, 2002.
- Chroniques du Premier Âge (recueil de 18 nouvelles : Amériques + Bereschit + Mihrab + Izkor + Babylone + Elohim + Game over + Un Homme-au-FoyerTM + Parfum d'enfance + Petite Afrique + Projet Mimes + La cinquième tribu + L'Exil intérieur + La dernière mission de Lise Reinhardt + Le jour où le dernier enfant s'échappa de l'usine du temps + Action structurante sur fissure fractale à marée montante + Nouveau monde + L'île des femmes), Editions Rivière Blanche, 2006.
- Un rêve mandarine (et autres mythes urbains), suivi de L'Envol du Flambé et autres nouvelles insolites, Éditions Black Coat Press, Encino (États-Unis), Rivière Blanche, Collection Noire n°77, 2015.

### Journal
- Dire le Monde (Chroniques de l'Internet, 1997), Éditions de l'Hydre, 1998
- Dire le Monde 2 (Chroniques de l'Internet, 1998), Éditions de l'Hydre, 2000

### Littérature pour la jeunesse
- Faiseurs d'univers in Faiseurs d'Univers et autres récits sur le jeu, Gallimard Folio Junior SF, 1984
- Agence Arkham : Les messagers de Saumwatu, D.L.M. Poche, 1996

- Agence Arkham : La mémoire du monde, D.L.M. Poche, 1997
- Les Internautes : Les Portes du Temps, Magnard, collection Les Fantastiques, 1998.
- Les Internautes : Le Mystère du Caucase, Magnard, collection Les Fantastiques, 1999.
- Julien et le Tamagotchi, Magnard, collection Les P'tits Fantastiques, 1998.
- Julien et la Télézapette, Magnard, collection Les P'tits Fantastiques, 1999.
- Julien et l'Envers-monde, Magnard, collection Les P'tits Fantastiques, 2001.
- Julien et les voyageurs d'Halloween, Magnard, collection Les P'tits Fantastiques, 2002.
- Le Trio de l’Étrange : Le Mystère du Manoir Millard, Degliame, 2000
- Le Trio de l’Étrange : Le Mystère Rosenberg, Degliame, 2001.
- Le Trio de l’Étrange : Le Pays sous l'horizon, Degliame, 2002.
- Le Trio de l’Étrange : Le Mystère des Abysses, Degliame, 2003.

### Livres audio
- La Dernière Chance (écriture et lecture du texte / composition et interprétation de la musique / enregistrement de la musique), avec la collaboration de Jean-Jacques Girardot (enregistrement de la voix et mixage), Éditions Le Bélial, collection CyberDreams n°1, 6.2014 (disponible en téléchargement) / MindTheGap Records (CD), 2013. Un nouveau mixage est diffusé en remplacement du mixage original à partir de septembre 2014.
- Bal à l'Ambassade (écriture et lecture du texte / composition et interprétation de la musique / enregistrement et mixage), Éditions Le Bélial, collection CyberDreams n°2, 6.2014 (disponible en téléchargement) / MindTheGap Records (CD), 2014.
- Bleu (écriture et lecture du texte / composition et interprétation de la musique / enregistrement et mixage), Éditions Le Bélial, collection CyberDreams n°3, 10.2014 (disponible au téléchargement) / MindTheGap Records (CD), 2014.
- Cécile (écriture et lecture du texte / composition et interprétation de la musique / enregistrement et mixage), Éditions Le Bélial, collection CyberDreams n°4, 11.2014 (disponible au téléchargement) / MindTheGap Records (CD), 2014.
- L'Horreur des Collines  (écriture et lecture du texte / composition et interprétation de la musique / sélection des samples / enregistrement et mixage), Editions Le Bélial, collection CyberDreams n°5, 2015 (disponible au téléchargement) / MindTheGap Records (CD), 2015.
- Zacharius, Poème Symphonique en do phrygien d'après la nouvelle "Maître Zacharius" de Jules Verne (adaptation et lecture du texte original, composition et interprétation de la musique / habillage sonore / enregistrement et mixage). Éditions Le Bélial, collection CyberDreams n°6, 2015 (disponible au téléchargement) / MindTheGap records (double CD), 2015.

### Essais et ouvrages de référence

#### Sur la littérature
- Bob Morane, (ouvrage de référence), ...Car rien n'a d'importance, collection Héros [n°1], 1994 / réédition dans une version augmentée, sous le titre Bob Morane, un mythe moderne, Éditions Le Bélial (e-book), 2014.
- Le Saint, (ouvrage de référence), ...Car rien n'a d'importance, collection Héros [n°2],1995.
- Les Géants de la Science-Fiction, Éditions Virgin Mégastores.
- Mythologies Équatoriales (Lectures entre les lignes) (recueil de trois articles inédits : Aventures au Katanga, L'Eté 1960 ou l'impossible retour des beaux jours + Au service de Sa Majesté : la véritable mission de Lord Greystoke + Tintin aux Colonies : Voyage au Congo de Grand Papa), Éditions Bon à Tirer, Cahiers de Culture Populaire 01, 1999.
- Dossier pédagogique sous forme de 4 essais : Autant en emporte le temps + Un certain Ward Moore + Les années 1952-53 + Qu'est-ce qu'une Uchronie ?, in Ward Moore : Autant en emporte le temps, Éditions Denoël, collection Présence du Futur n°229, 2000.
- Passeport pour les étoiles, Guide de lecture, (ouvrage de référence), Éditions Gallimard, collection Folio SF n°30, 2000.
- Espace Jules Verne (recueil de 36 articles + leurs traductions en anglais et allemand), sous la forme d'une brochure de 56 pages + dépliant, Maison d'Ailleurs (Yverdon-les-Bains, Suisse), 2008. (crédité en dernière page comme auteur des textes).
- Guide du visiteur (brochure de 32 pages présentant la Maison d'Ailleurs, son histoire, ses collections, le parcours de son espace d'exposition), remis aux visiteurs de la Maison d'Ailleurs / Espace Jules Verne, Maison d'Ailleurs, (Yverdon-les-Bains, Suisse), 2012. (non crédité).

#### Sur la télévision
- Les Envahisseurs (ouvrage de référence), ...Car rien n'a d'importance, collection Le Guide du Téléfan [n°1], 1992 / réimpression 1993.
- Thunderbirds, une utopie ambiguë (ouvrage de référence), ...Car rien n'a d'importance, collection Le Guide du Téléfan [n°2], 1993.
- L'Année des Séries Tome 1 - 1993 (ouvrage de référence), ...Car rien n'a d'importance, collection Le Guide du Téléfan [n°5], 1993 (en collaboration avec Philippe Paygnard).
- V, l'autre guerre des mondes, (ouvrage de référence), ...Car rien n'a d'importance, collection Le Guide du Téléfan [n°6], 1993 / réédition : DLM Editions, collection Le Guide du Téléfan, 1995
- Le Prisonnier, retour au Village (ouvrage de référence), ...Car rien n'a d'importance, collection Le Guide du Téléfan [n°7], 1993, réimpression 1994.
- L'Année des Séries Tome 2 - 1993-94, (ouvrage de référence), ...Car rien n'a d'importance, collection Le Guide du Téléfan [n°8],1994 (en collaboration avec Philippe Paygnard).
- Aux Frontières du Réel, Une Mythologie Moderne, Volume 1 : La chute des anges, (ouvrage de référence), DLM Editions, collection Le Guide du Téléfan, 1995 / quatre réimpressions en 1996.
- Superhéros en séries (ouvrage de référence), DLM Editions, 1995 (en collaboration avec Philippe Paygnard et Patrick Marcel).
- Aux Frontières du Réel, Une Mythologie Moderne, Volume 2 : L'Appel des Etoiles, (ouvrage de référence), DLM Editions, collection Le Guide du Téléfan, 1996 / deux réimpressions la même année.
- Les Séries TV, (ouvrage de référence), Editions Milan, collection Les Essentiels, 1996
- Aux Frontières du Réel, Une Mythologie Moderne, Volume 3 : L'Envers du Monde, (ouvrage de référence), DLM Editions, collection Le Guide du Téléfan, 1996.

#### Sur la bande dessinée et les arts graphiques
- De quelques BD de SF (recueil de 7 articles parus à l'origine dans des revues spécialisées : BDSF : quelques notes structurantes (Scarce, 1991) + Doc Savage, le retour des héros (Scarce, 1990) + De quelques comic-books (KBN, 1990) + Strip Business (Scarce, 1991) + Météor : le retour des explorateurs (KBN, 1991) + Un continent perdu (Mangazone, 1991) + Regard sur la Science-Fiction japonaise (Opzone, 1979)), Editions de l'Hydre, 1997.

### Spectacles
- Nourritures (extra)Terrestres. Spectacle composé à partir de nouvelles et d'extraits de romans de science-fiction, mis en scène pour deux récitants. (commande dans le cadre de la programmation culturelle du CERN, Genève, 2002).
- L'étonnante guérison de Marie-Douce, par la Compagnie Justin Narcysse (Lausanne, conteuse : Isabelle Jacquemain). Composition de la musique et interprétation sur scène (guitare) + interprétation de plusieurs personnages.
- La mémé qui tricote, par la Compagnie Justin Narcysse (Lausanne, conteuse : Isabelle Jacquemain). Composition de la musique et interprétation sur scène (guitare) + plusieurs chansons à la manière de.
- Les Contes Irréligieux par la Compagnie Justin Narcysse (Lausanne, conteuse : Isabelle Jacquemain). Première du spectacle au Festival Eperluettes, Chantonnay, 2003. Composition de la musique et interprétation sur scène (guitares).
- Maître Zacharius (d'après Jules Verne), par la Compagnie Justin Narcysse (Lausanne, conteuse : Isabelle Jacquemain). Première du spectacle au cours des journées d'inauguration de l'Espace Jules Verne de la Maison d'Ailleurs (Yverdon-les-Bains, Suisse), 3.10.2008. Composition de la musique (Opéra pour synthétiseur, guitare électrique, basse électrique et bande son) et interprétation sur scène en temps réel.
- La Dernière Chance, par BodhGaïa. Première du spectacle le 5.11.2013, Amphithéâtre Charles Mérieux, ENS Sciences, Lyon, dans le cadre de la programmation culturelle du Musée des Confluences, Lyon (lecture sur bande son). Ecriture du livret, Composition de la bande-son (Cinq mouvements pour synthétiseur polyphonique, générateurs de sons, guitare électrique, guitare classique, piano acoustique, flûte de Pan, violoncelle et percussions), et enregistrement complet (mixage : Jean-Jacques Girardot). Editions en CD, MindTheGap Records, 2013.

### Enregistrements musicaux
- La fille aux allures de garçon / Au New-York Bar (sous le nom Kenny), K7 auto-produite, 200 exemplaires, 2002.
- L'Idiot [enregistrement live de 1978] (avec le groupe Réverbère, sous le nom Francis "Kenny" Valéry), in compilation Bordeaux Rock 1977-1987, double CD, 2006.
- Somebody to Love (enregistrement studio de 1987, avec le groupe Nightshift, sous le nom Francis "Kenny" Valéry), in compilation Bordeaux Rock 1977-1987, double CD, 2006.
- Harmoniques : Ambiance n°1 pour guitare classique et deux générateurs de sons / Galaxie : Ambiance n°2 pour piano acoustique, guitare électrique et générateur de sons / Absence : Construction rythmique n°1 pour flûte de Pan, piano acoustique et percussions / Errance : Suite harmonique n°1 pour flûte de Pan, violoncelle, percussions et synthétiseur polyphonique / Terre : Suite harmonique n°2 pour piano acoustique, guitare électrique, percussions et synthétiseur polyphonique. L'ensemble constituant la bande son d'un spectacle : La Dernière Chance (sous le nom BodhGaïa). Mixage : Jean-Jacques Girardot, octobre 2013. Coffret grand format, MindTheGap Records, novembre 2013. Nouveau mixage : août 2014. Coffret format standard, MindTheGaps Records, août 2014. Egalement disponible en téléchargement sur Belial.fr.
- Suite harmonique n°3 pour générateur de son et synthétiseur polyphonique / Ambiance n°3 pour générateur de sons / Ambiance n°4 pour générateur de sons et piano. L'ensemble constituant les pistes musicales "bonus" du CD Bal à l'Ambassade (livre-audio). MindTheGap Records, juillet 2014. Egalement disponible en téléchargement sur Belial.fr.
- Zacharius : une fantaisie horlogère (sous le nom Francis Valéry) (durée : 4:50), CD édité par MindTheGap Records, hors-commerce, réservé aux participants à l'opération "Adoptez un Artiste!", mai 2015.
- Zacharius : Poème Symphonique en do phrygien, d'après la nouvelle "Maître Zacharius" de Jules Verne, coffret de 2 CD. CD1 : La Maison sur le Rhône (6:07) + Un Soir d'Hiver (2:09) + Le Secret de Zacharius (7:47) + Tempus Fugit (7:14) + Sorcellerie (1:31) + Un Autre Jour (4:43) + Echappement (3:18) + Mouvements (4:35) + La Guilde horlogère (3:01) + Promenade genevoise (5:09) + L'Homme-Horloge (3:30) + Une visite (6:34) + Récrimination (6:11). CD2 : La Montre de Cristal (4:30) + Un Dimanche à Genève (5:37) + L'Horloge murale (4:56) + L'Hermitage (4:51) + Au Château d'Andernatt (6:10) + Le Réprouvé de la Science (9:15) + Résurgence (5:03) + Bonus track : Zacharius, une fantaisie horlogère en Mi (5:01). MindTheGap Records, septembre 2015.
- Chansons pour Léandro (sous le nom Francis Valéry), CD édité par MindTheGap Records, hors-commerce, 2016. Deux longues compositions instrumentales (berceuses).
- Poème symphonique en quatre mouvements, non titré, bande-son à la nouvelle "Le coup du collier" de Valentin Desloges, in Du plomb à la lumière,Prix Mille Saisons 2017, Editions Le Grimoire, avril 2016.
- Kogarashi (sous le nom The Yama Otoko Project), CD édité par Terre Profonde, avril 2017. Treize compositions de musique électronique instrumentale "ambient". Egalement disponible en téléchargement sur Bandcamp.
- Rêves d'Hippocampes (sous le nom MountainMan), CD édité par Terre Profonde, juin 2017. Douze chansons présentées comme relevant de la mouvance "pop folk / new Trad".
- Autumnal Meanderings on the Lake Geneva Shoreline (sous le nom The Yama Otoko Project), CD édité par Terre Profonde, septembre 2017. Vingt compositions de musique électro-acoustique instrumentale "ambient".

## Récompenses
- Prix Violet pour la création et la direction de la revue Opzone (convention nationale de SF de Toulouse, 1980).
- Prix Rosny aîné pour la novela BumpieTM en 1989 (parution in Univers 1990).
- Prix Rosny aîné pour la nouvelle Les voyageurs sans mémoire en 1990 (parution in Univers 1989).
- Grand Prix de la SF Française pour la création et la direction de la revue CyberDreams en 1995.
- Prix Julia-Verlanger pour le roman La Cité entre les mondes en 2001 (Denoël).